# レイナード・96D
レイナード・96D (Reynard 96D) は、イギリスのコンストラクター、レイナードが開発したフォーミュラカー。マルコム・オーストラーによって設計・デザインされた。1996年にフォーミュラ・ニッポンで使用された。